# Dan Kurzman
Dan Kurzman (San Francisco, 27 marzo 1922 – New York, 12 dicembre 2010) è stato un giornalista e scrittore statunitense di libri di storia militare.
Dopo il servizio nell'esercito statunitense fra il 1943 e il 1946, conseguì la laurea in Scienze politiche presso l'università di Berkeley e cominciò a lavorare come giornalista. Dal 1950 in poi viaggiò in Europa e in Israele come inviato per il Washington Post, per poi diventare corrispondente da Gerusalemme della rete televisiva NBC. 
Focalizzando le sue ricerche sulla storia militare, nell'età matura decise di dedicarsi solo alla pubblicazione di libri di argomento storico-politico. Il primo lavoro (1960) fu una biografia del primo ministro giapponese Nobusuke Kishi, alla quale fecero seguito altri quindici libri, tra cui Viaggio fatale, che descrive l'ultimo viaggio della USS Indianapolis nel 1945. Fu espulso dal Sudafrica ai tempi dell'apartheid e fu colpito da frecce avvelenate ad Haiti. 
Si ritirò a vita privata nel New Jersey con la moglie Florence e morì in un ospedale di Manhattan all'età di 88 anni.

## Opere
(elenco parziale)
- No Greater Glory
- Viaggio fatale (Fatal Voyage: The Sinking of the USS Indianapolis, 1990)
- Disaster: The Great San Francisco Earthquake and Fire of 1906
- A Special Mission: Hitler's Secret Plot to Seize the Vatican
- Genesis 1948; the first Arab-Israeli war.
- Day of the bomb: countdown to Hiroshima